# دسترسی چندگانه با تقسیم فرکانس متعامد
دسترسی چندگانه با تقسیم فرکانس متعامد یا دسترسی چندگانهٔ بسامدتقسیم متعامد (به انگلیسی: Orthogonal frequency-division multiple access) یا به اختصار OFDMA از جمله روش‌های مدولاسیون در شبکه‌های مخابراتی است که در غلبه بر مشکل ISI در کانال مخابراتی اهمیت بسیار دارد.
این مدولاسیون در نسل چهارم مخابرات سیار (4G) نیز پیاده‌سازی شده است.
هنگامی که چند کاربر تصمیم داشته باشند از کانال مخابراتی با مدولاسیون OFDM به صورت همزمان استفاده کنند تکنیک‌های مختلفی برای این استفاده پیشنهاد شده است که OFDMA یکی از این تکنیک‌ها می‌باشد. در این تکنیک، از مجموع زیرحامل‌های کانال، به هر کاربر تعدادی زیرحامل اختصاص می‌دهیم. برای مثال، اگر عرض باند کانال به ۱۲۸ زیرکانال متعامد تقسیم شده باشد، می‌توان ۱۲۸ کاربر را به طور همزمان به این زیرحامل‌ها اختصاص داد.